# Бабати (езеро)
Бабати (на английски: Babati) е малко, плитко, сладководно езеро в Северна Танзания, разположено в Източноафриканската рифтова долина между националните паркове Тарангире и Езеро Маняра. Познато е още и под името Таѝлуй. Административно попада в регион Маняра. Близо до него, на височина 2415 m, се издига връх Куахара. Езерото се намира на 164 km от регионалния център Аруша по пътя за Додома. В продължение на 100 km от Аруша пътят е асфалтиран, а останалата част е покрита с трошенокаменна настилка.

## География
Бабати е разположено в основата на няколко планини и хълмове, които го обграждат почти от всички страни. Най-високият връх в близост до Бабати е Хананг (3418 m), четвъртият по височина в страната след Килиманджаро, Меру и Лолмалазин. Намира се в силно сеизмична зона и последното земетресение тук е от 17 април 2012 г. в 02:04 ч. Центърът на земния трус е на 380 km от езерото, епицентърът – на 10 km под повърхността, а магнитудът му е 4,6 по скалата на Рихтер.
Размерите на езерото са непостоянни и зависят от количеството валежи през дъждовния сезон. Средната му дължина е около 10 km, ширината – приблизително 2 km, а максималната му дълбочина е 5,6 m. Езерото е разположено на 1500 m над морското равнище.

## Климат
Климатът в района се характеризира с два сезона – сух и дъждовен. В някои от годините дъждовният период протича с необичайно обилни валежи. Климатът е мек, полупустинен с горещи и сухи дни и студени нощи през сухия сезон. Валежите в областта са между 500 и 750 mm годишно.
Почвите край езерото са червени и плодородни, подходящи за отглеждане на различни селскостопански култури.

## Води
Езерото Бабати е сладководно и с голяма разлика в обема през различните сезони и години. Има два притока, които са сезонни – Рирода от запад и Бонга от юг. Оттокът му се осъществява от река Мрара, която също тече само през дъждовния период.
Според измервания, направени през 1979 г., разликата в температурата на водата в различните слоеве по вертикала не е голяма. На повърхностния слой тя е 20,2 °C, а на придънния – 19,2 °C. Електропроводимостта ѝ е 468 μS/cm. Ниската стойност на електропроводимостта предполага, че натриевите йони и хлоридите тук не са доминиращи. Замерванията показват, че концентрациите на хлориди и общата сума на разтворени вещества в езерото са сравнително ниски, което се дължи на периодичното оттичане на водата през река Мрара.
Поради обезлесяването на част от околните територии и настъпилата ерозия на почвите, при обилни валежи езерото е застрашено от препълване. През дъждовния сезон, ако валежите са необичайно продължителни и силни, езерото излиза от леглото си и наводнява околните терени. Сериозни наводнения са се случили през 1964, 1979, 1990 и 1998 г. Наводнението през 1964 г. става след един сравнително дълъг период на засушаване, когато езерото е достигало едва 1/4 от обема, който има през 1992 г. Особено тежко е наводнението от 6 април 1990 г., когато крайбрежният град Бабати претърпява сериозни щети. Езерото навлиза в града и в продължение на няколко дни централните улици се превръщат в течащи реки, разрушавайки част от сградите и важния мост Кьо̀нгзи. Нахлуващата вода стига до моста и заплашва да прекъсне пътната връзка между Аруша и град Бабати към Додома и Сингида. След това наводнение е построена подпорна стена от габиони – кухи циментови блокчета, напълнени с пръст. Наводнението през 1998 г., причинено от Ел Ниньо и прекалено обилните и продължителни дъждове, е още по-тежко. Водата срутва подпорната стена, а пътят към Аруша до моста е сериозно повреден и почти унищожен. През 2005 г. започва да се изгражда нова, по-висока подпорна стена, отново с габиони, която не би била достатъчно ефективна при ново голямо наводнение.
В близост до езерото протича каналът Кигонгони, който се ползва като „преливник“ в случай на прекомерно разрастване на Бабати. Свързан е чрез водостоци с езерото така, че да може да поеме прииждащите му води и да предпази града и земеделските парцели от наводнения. Необходимо е обаче редовното им почистване след дъждовете, когато се затлачват с кал и наноси, което не винаги се прави. Изградените насипи и подпорната стена към града също имат нужда от постоянна поддръжка.
През последните години климатът се променя и сушата в района се засилва. През 2003 г. огромна част от езерото вече е покрита от плевели, клони и храсти, а други места са заети с обработваеми земи. През 2007 г. се отчита, че езерото свива размерите си с обезпокоителни темпове и съществува опасност да пресъхне въобще. Областната управа забранява ползването на водите за пране и домакински цели, както и пашата на едър рогат добитък в близост до бреговете на езерото. Забраната обаче няма никакъв ефект. От януари до юли езерото е затворено за риболов. Рибарите, които нямат друг източник на доходи, не могат да си позволят да се съобразят с това решение и продължава риболова си през цялата година. Неправителствени организации и правителството са разработили програмата LAMP за управление на земите край езерото и неговото опазване.

## Флора и фауна
През последните години в Бабати попада и бързо се размножава водният хиацинт. Той покрива голяма част от водите на езерото и пречи на кислорода да проникне в тях. Това е както красиво плаващо растение, така и един от най-вредните инвазивни плевели. За кратко време успява да покрие обширни водни площи и затруднява водочерпенето и доставките на чиста питейна вода, блокира напоителните канали, увеличава транспортните разходи, силно намалява улова на риба.
Езерото Бабати е единственият танзанийски резерват за хипопотами. Те могат да бъдат наблюдавани сред тръстиките и тревите, а в следобедните часове и в плитчините на езерото. Тук е концентрирано най-голямото количество хипопотами в Северна Танзания. Понякога през нощите хипопотамите нахлуват в околните ферми и унищожават всички култури в тях. Напоследък обаче се наблюдава миграция на тези животни към други езера, тъй като продължителните суши са причинили сериозно снижаване на нивото на Бабати.
Рибните видове тук са представени от тилапия, нилски костур, клариас и други сладководни обитатели. Около 90% от улова се състои от Oreochromis esculentus, представител на цихлидите в езерото. Те се хранят главно с цианобактерии от видовете Scenedesmus spp.. и Merismopedia spp. Гъстотата на фитопланктона е ниска и това спира растежа на цихлидите в езерото. В Бабати се ловят още и скариди.
В района на езерото могат да се наблюдават почти 400 вида птици.

## Население
Бреговете на езерото са населени от масаите. Едни от племената се занимават със земеделие, други с традиционното животновъдство, а трети са търговци. Всяка от тези групи има свой характерен културен облик, различен от този на останалите племена. Териториите в близост до Хананг се обитават от племето барабейг (барбейг), най-голямото в племенната група датога. Културата и бита на барабейг все още са почти непроменени и незасегнати от съвременния начин на живот. Жените носят традиционни рокли и поли от козя кожа, а мъжете се разхождат с копия. Друга част от населението са преките потомци на германските заселници от времето, когато Танганика е била немска колония.
Част от населението край езерото се изхранва чрез риболов, извършван главно с хрилни мрежи. Годишният улов на риба е около 400 тона, представен главно от цихлиди.
По северното крайбрежие на езерото е разположен град Бабати с около 30 000 жители, главно от племето барабейг. Заети са основно със селско стопанство, земеделие и животновъдство, и търговия. Отглеждат се предимно царевица, пшеница, ориз и грах.

## Туризъм
Езерото Бабати може да предложи разнообразни и интересни атракции – наблюдение на екзотични птици и хипопотами, риболов, дегустация на горски мед, каране на кану-каяк, посещения при масаите, преходи в близките планини и други. Езерото често се ползва и като изходен пункт за покоряването на връх Хананг.
Разработен е проект за изграждане на курортен център върху 250 дка в полите на хълмовете край езерото. Предвижда се комплексът да бъде с 40 стаи, зала за конференции, 2 ресторанта и игрище за голф с 18 дупки.

## Екология
В резултат на пренебрегване на поддръжката на водостоците, отвеждащи водата към канала Кигонгони, край езерото се е оформил обширен овраг, който се увеличава с годините. Той бързо се разраства, приближава към града и заплашва да подкопае дигата край него и да прекъсне защитната стена. Не е запазена и системата за предотвратяване на ерозията така, че да се избегне загубата на продуктивна земеделска земя. Необходими са усилия, които да се съсредоточат върху борбата с оврага и прекратяване на ерозията на почвата.

## Любопитно
- През 1930 г. по склоновете край езерото е ловувал лъвове бъдещият крал на Англия.[12]
- За своята експедиция край езерото Бабати и в земите на масаите Ърнест Хемингуей написва романа си „Зелените хълмове на Африка“, издаден и в България.[12]
- Ловната хижа на шведския барон Bror von Blixen-Finecke, станал известен като писател и голям ловец с филма „Out of Africa“, се е намирала на брега на Бабати.[12]